# Sielsowiet Piaski (obwód brzeski)
Sielsowiet Piaski (biał. Пескаўскі сельсавет, Pieskauski sielsawiet; ros. Песковский сельсовет) – sielsowiet na Białorusi, w obwodzie brzeskim, w rejonie bereskim, z siedzibą w Piaskach.

## Demografia
Według spisu z 2009 sielsowiety Piaski i Białooziersk zamieszkiwało 4211 osób, w tym 4072 Białorusinów (96,70%), 94 Rosjan (2,23%), 25 Ukraińców (0,59%), 6 Polaków (0,14%), 7 osób innych narodowości i 7 osób, które nie podały żadnej narodowości.

## Geografia i transport
Sielsowiet położony jest we wschodniej części rejonu bereskiego. Na jego terenie znajdują się Jezioro Czarne i Jezioro Białe. Enklawą sielsowietu jest miasto Białooziersk.
Przez sielsowiet przebiegają linia kolejowa Bronna Góra – Białooziersk oraz droga republikańska R136.

## Historia
17 września 2013 do sielsowietu Piaski włączono w całości likwidowany sielsowiet Białooziersk (łącznie 6 miejscowości).

## Miejscowości
- agromiasteczko:
  - Piaski
- wsie:
  - Chryssa
  - Jarcewicze
  - Lisiczyce
  - Maniewicze
  - Niwki
  - Niwy
  - Olszewo
  - Wojcieszyn